# Mejadra
La mejadra, conosciuta anche come mujaddara o mudardara consiste in un piatto di lenticchie cucinate insieme a grano o riso accompagnato con cipolle fritte con olio di oliva.
Normalmente è soprannominato come il "favorito di Esaù", per il riferimento biblico della zuppa di Esaù.

## Caratteristiche
Le lenticchie cucinate sono molto popolari in medio oriente e fanno parte di molti piatti. La mejadra è un piatto molto popolare nei paesi del medio oriente, si può servire con o senza verdure, sia freddo che caldo. Attualmente è uno dei piatti più conosciuti della cucina libanese e della cucina palestinese. Si considera un piatto di origine umile data la mancanza di carne tra gli ingredienti. Gli ebrei siriani normalmente mangiano questo piatto due volte alla settimana:  caldo il giovedì e freddo la domenica, in questa variante si usa generalmente il riso in luogo del grano.

## Varianti
Esistono due varianti della mejadra, gialla e marrone. Le lenticchie rosse si impiegano nella variante gialla, mentre quelle verdi nella marrone.
Un piatto simile conosciuto come khichdi (Kedgeree) è molto popolare in India e tra la comunità indiana nel Regno Unito.